# Squatina caillieti
Squatina caillieti — вид рода плоскотелых акул одноимённого семейства отряда скватинообразных. Известен всего по одной неполовозрелой особи женского пола длиной 33 см, пойманной у берегов Филиппин. У этих акул уплощённые голова и тело, внешне они похожи на скатов, но в отличие от последних жабры скватин расположены по бокам туловища и рот находится в передней части рыла, а не на вентральной поверхности. Окраска зеленоватого цвета с бурыми пятнами.

## Таксономия
Впервые вид был научно описан в 2011 году. Голотип представляет собой  единственную известную на сегодняшний день особь данного вида — самка длиной 33 см, пойманная 23 сентября 1995 года к юго-востоку от острова Лузон на глубине 263—285 м. В предварительном порядке она была идентифицирована как тайваньская скватина, а в 2011 году описана как новый отдельный вид, названный в честь ихтиолога Грегора Кайета (англ. Gregor Cailliet), сотрудника Морской лаборатории Мосс Лэндин Университета штата Калифорния, внесшего существенный вклад в исследования возраста и темпов роста хрящевых рыб.

## Описание
Подобно прочим скватинам у Squatina caillieti уплощённое похожее на скатов тело с крупными грудными и брюшными плавниками. Горизонтальные края закруглённой головы покрыты складками кожи. Большие каплевидные ноздри также обрамлены складками кожи и двумя цилиндрическими усиками. Овальные глаза вытянуты по горизонтали и расположены довольно близко друг к другу. Позади глаз на довольно значительном расстоянии  имеются брызгальца в форме полумесяца, задний внешний край которых покрыт бугорками. Широкий рот расположен на кончике рыла. По углам и по центру верхней губы имеются бороздки. На верхней и нижней челюсти имеются по 10 и 9 зубов с каждой стороны. Зубы мелкие, конические и острые. Пять пар жаберных щелей расположены на голове латерально.
Передние практически прямые края грудных плавников образуют с боковыми слегка вогнутыми краями угол чуть больше 120 °. Передние концы грудных плавников прикреплены к голове. Закруглённые брюшные плавники имеют треугольную форму, их длина составляет 3/4 длины грудных плавников. Свободные задние кончики брюшных плавников находятся примерно на одном уровне с основанием первого спинного плавника. Спинные плавники одинаковы по форме, первый чуть крупнее второго. Передние края спинных плавников почти прямые, кончики слегка заострены. Расстояние между ними превышает дистанцию между вторым спинным плавником и хвостовым плавником. Хвостовой стебель уплощён, имеются расширяющиеся латеральные кили. Нижняя лопасть хвостового плавника больше верхней. Дорсальная поверхность туловища и оба спинных плавника покрыты довольно грубой плакоидной чешуёй. Вентральная поверхность, за исключением краёв грудных и брюшных плавников, гладкая. Окраска зеленоватая, тело покрыто многочисленными круглыми коричневыми пятнышками с расплывчатыми границами. У оснований спинных плавников имеются чёрные седловидные отметины. Брюшные плавники окантованы белым цветом. Единственный известный на сегодняшний день экземпляр имел длину 33 см.

## Взаимодействие с человеком
Вид встречается крайне редко. Международный союз охраны природы ещё не оценил статус его сохранности.